# Cross Insurance Arena
La Cross Insurance Arena, anciennement Cumberland County Civic Center entre son ouverture en 1977 et sa rénovation en 2014, est une salle polyvalente de Portland dans l'État du Maine aux États-Unis.
Elle est l'antre de l'équipe de hockey sur glace des Pirates de Portland qui évolue en LAH.

## Histoire
La salle a accueilli le Skate America 1986 et le Skate America 1988.